# William Wirt Allen

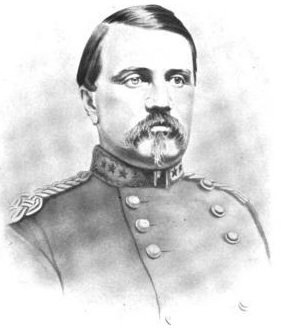
William Wirt Allen

William Wirt Allen (* 11. September 1835 in New York City; † 21. November 1894 in Sheffield, Alabama) war ein Brigadegeneral des konföderierten Heeres der Konföderierten Staaten von Amerika im Sezessionskrieg.

## Leben
Nachdem er seinen Abschluss als Rechtsanwalt an der Princeton University gemacht hatte, arbeitete Allen als Farmer. Nach Ausbruch des Sezessionskrieges diente er zunächst als Oberleutnant im Montgomery Mounted Rifles Regiment. Das Regiment wurde 1862 zum 1. Alabama Kavallerieregiment umbenannt und Allen zum Major befördert. Nach der Schlacht von Shiloh er zum Regimentskommandeur ernannt. In den Schlachten bei Perryville und Murfreesboro wurde Allen mehrfach verwundet und konnte erst 1864 den Dienst im Felde wieder aufnehmen. Am 26. Februar 1864 wurde er zum Brigadegeneral befördert und mit der Führung einer Kavalleriebrigade beauftragt. In dieser Funktion nahm er am Atlanta-Feldzug, an Shermans Marsch zum Meer sowie an den Feldzug durch die Carolinas teil. Präsident Jefferson Davis schlug dem Kongress, die Beförderung Allens zum Generalmajor vor. Diese wurde durch den Kongress aufgrund des Kriegsverlaufs nicht mehr bestätigt.
Nach dem Kriegsende kehrte Allen auf seine Farm zurück und engagierte sich im Eisenbahnbau. Während der ersten Amtszeit von US-Präsident Grover Cleveland wurde William Wirt Allen zum US Marshal für die Southern and Middle Districts of Alabama ernannt.